# Сант'Албано Стура
Сант'Алба̀но Сту̀ра (на италиански: Sant'Albano Stura; на пиемонтски: Sant Alban, Сант Албан) е село и община в Северна Италия, провинция Кунео, регион Пиемонт. Разположено е на 378 m надморска височина. Населението на общината е 2394 души (към 2010 г.).